# David Milch

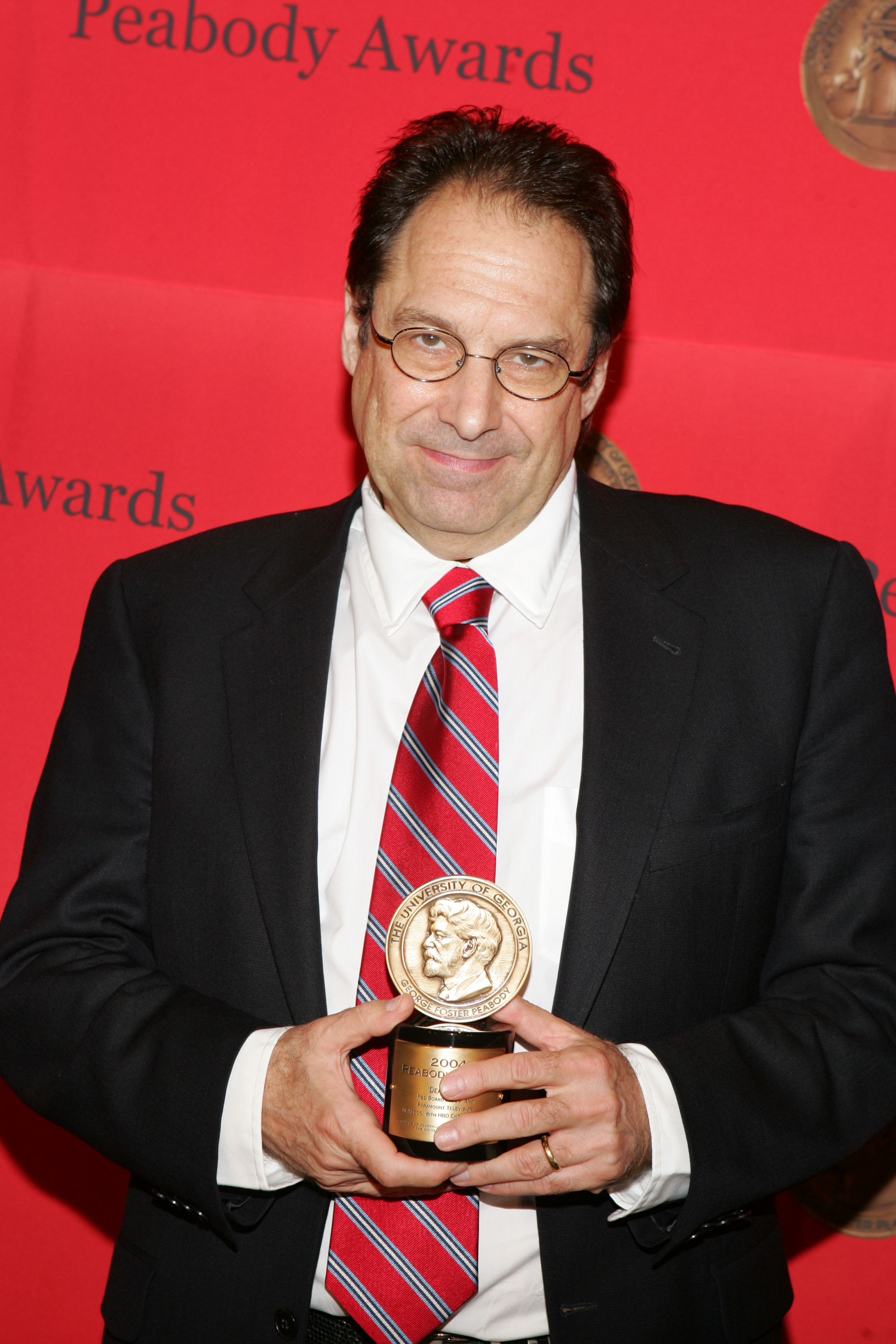
David Milch auf den Peabody Awards 2005

David Milch (* 23. März 1945 in Buffalo, New York) ist ein US-amerikanischer Drehbuchautor und Produzent. Bekannt wurde er vor allem als Autor der HBO-Serie Deadwood.

## Leben
David Milch machte in Yale einen Abschluss in Englisch, erwarb dann seinen Master im Iowa Writers’ Workshop und lehrte neun Jahre in Yale. Er arbeitete zusammen mit Robert Penn Warren, den er als seinen Mentor bezeichnet, sowie mit R. W. B. Lewis und Cleanth Brooks und hat entsprechend in renommierten literarischen Zeitschriften veröffentlicht.
1982 schrieb Milch für die Serie Polizeirevier Hill Street das Drehbuch zur Episode Trial by Fury, mit der die dritte Staffel der Serie eröffnete. Für das Drehbuch erhielt er einen Emmy, den Writers Guild Award sowie den Humanitas-Preis.
Er blieb aktiver Drehbuchautor, mit den kurzlebigen Serien Beverly Hills Buntz und Capital News sammelte er Erfahrungen als Co-Creator. Mit der 1993 gestarteten und erst 2005 ausgelaufenen Serie New York Cops – NYPD Blue gelang ihm dann der erste große Erfolg als Co-Creator. Von 2004 bis 2006 lief dann die vollständig auf seinen Ideen basierende Serie Deadwood bei HBO.
Nachfolgeserien wie John from Cincinnati waren meist wenig erfolgreich, Luck wurde 2012 noch während der Dreharbeiten zur zweiten Staffel eingestellt, nachdem es zu drei Todesfällen von Pferden bei den Dreharbeiten gekommen war und auch die Quoten eher mäßig waren. Die für 2014 projektierte Serie The Money wurde von HBO noch während der Entwicklung wieder eingestellt.
2017 nahm HBO Milchs Drehbuch Deadwood: The Movie zur Verfilmung an, das 10 Jahre nach dem Ende der Serie wieder ansetzt und 2019 ausgestrahlt wurde. Der Film wurde von der Kritik hochgelobt und wurde unter anderem für den Emmy nominiert. Im selben Jahr wirkte er als Co-Autor einer Episode der dritten Staffel der Serie True Detective.
Nachdem 2015 bei Milch die Alzheimer-Krankheit diagnostiziert wurde, musste er 2019 in ein Pflegeheim ziehen. 2022 veröffentlichte er seine Memoiren, Life’s Work: A Memoir.

## Filmografie (Auswahl)
- 1982–1987: Polizeirevier Hill Street (Hill Street Blues)
- 1983: Bay City Blues
- 1987–1988: Beverly Hills Buntz
- 1990: Capital News
- 1992: L.A. Law – Staranwälte, Tricks, Prozesse (L.A. Law)
- 1993–2005: New York Cops – NYPD Blue (NYPD Blue)
- 1995: Murder One
- 1997: Total Security
- 1997–1998: Brooklyn South
- 2001: Big Apple
- 2004–2006: Deadwood
- 2007: John from Cincinnati
- 2009: Last of the Ninth
- 2011–2012: Luck
- 2019: True Detective (Episode 20)
- 2019: Deadwood: The Movie

## Literarische Werke
- Life’s Work: A Memoir. Random House, New York 2022, ISBN 978-0-525-51074-1.

## Nachweise
1. 1 2  
The Man Who Made Deadwood. American Heritage Magazine; abgerufen am 1. April 2012.
2. 1 2  
Horace Newcomb: Deadwood. In: Gary R. Edgerton, Jeffrey P. Jones (Hrsg.): The Essential HBO Reader.  2008, ISBN 978-0-8131-2452-0, S. 92–102
3. ↑  
TC-Serie mit Dustin Hoffman: HBO stellt „Luck“ nach Pferdetod am Set ein. Spiegel Online; abgerufen am 1. April 2012.
4. ↑  Nellie Andreeva: David Milch’s HBO Pilot ‘The Money’ Not Going Forward. In: Deadline. 5. März 2014, abgerufen am 24. Juni 2023 (amerikanisches Englisch).
5. ↑  Michael Ausiello: Deadwood: The Movie: Watch First Teaser Trailer for HBO Revival – Plus, Premiere Date Announced. In: TVLine. 21. März 2019, abgerufen am 24. Juni 2023 (amerikanisches Englisch).
6. ↑  Dave Itzkoff: David Milch Still Has Stories to Tell. In: The New York Times. 2. September 2022 (nytimes.com [abgerufen am 24. Juni 2023]).